# Косьминка
Косьминка — село в Прохоровском районе Белгородской области. Входит в состав Подолешенского сельского поселения.

## География
Находится в северной части Белгородской области, в лесостепной зоне, в пределах юго-западного склона Среднерусской возвышенности, на правом берегу Северский Донец, на расстоянии примерно 15 километров (по прямой) к юго-востоку от Прохоровки, административного центра района. Абсолютная высота — 143 метра над уровнем моря.

### Климат
Климат характеризуется как умеренно континентальный, с относительно мягкой зимой и тёплым продолжительным летом. Среднегодовая температура воздуха — 5,4 °C. Средняя температура воздуха самого холодного месяца (января) — −9,2 °C; самого тёплого месяца (июля) — 16,4 — 24,3 °C. Безморозный период длится в среднем 155—160 дней. Годовое количество атмосферных осадков — 527—595 мм, из которых большая часть выпадает в тёплый период.

## История
Косьминка считается одним из старейших помещичьих поселений в этих краях после слободки Нечаевки (Малой Прохоровки) и слободы Прохоровки (на Псле). В конце 1720-х годов произошло заселение слободы черкасами и к 1748 году в ней располагалось 47 дворов. По данным из фондов архива древних актов (РГАДА) основателем поселения был губернский протоколист (канцелярист) Козьма Никитович Попов. Он состоял на гражданской службе в канцелярии Белгородской губернии, являлся владельцем помещичьего владения (сегодня это ул. Волчанская г. Белгорода), именно оттуда он переселил черкас в слободку Косьминка. В то же самое время по соседству с юго-западной границей слободки помещиком Андреем Выродовым  была основана деревня Выродовка. С годами граница стерлась и два поселения слились, Выродовка стала юго-западной частью Косьминок. 
В период с 1780 по 1796 разделение было лишь административным: Выродовка относилась к Белгородскому уезду, а Косьминка к Корочанскому, начиная с 1797 года они стали относиться к Корочанскому уезду.  
В 1763 году была построена деревянная Сретенская церковь. Годами позже, в 1810 году,  внук Козьмы Никитовича построил каменную церковь.
Владельцем Косьминки с 1793 года и до отмены крепостного права был капитан Николай Федорович Попов, который выкупил доли своих дядьев Василия и Алексея, потомков Козьмы Никитовича.  После отмены крепостного права образовались волостные центры и Косьминка  стала волостным центром Косьминской волости. С 1880 годов входила в в состав Подольшанской волости. По данным переписи  в поселении и ближайших хуторах располагались 55 двора.
В 1840 годах в той части где была деревня Выродки появились новые помещики (приобретение права владения установить не удалось) - Киреевские, Дмитрий Николаевич (капитан) и Вера Львовна(жена). В конце 1840-х годов Вера Львовна перевезла из деревни Кутузовки 83 семьи и разместила их на территории Выдоровки.
Во времена Великой Отечественной войны бои велись в непосредственной близости от села. Много выходцев из Выдоровки пало на местах сражения. В селе расположена братская могила с захоронениями 214 воинов.

### Часовой пояс
Село Косьминка как и вся Белгородская область, находится в часовой зоне МСК (московское время). Смещение применяемого времени относительно UTC составляет +3:00.

## Население
| 2002 | 2010 |
| ---- | ---- |
| 20   | ↘14  |

### Половой состав
По данным Всероссийской переписи населения 2010 года в гендерной структуре населения мужчины составляли 57,1 %, женщины — соответственно 42,9 %.

### Национальный состав
Согласно результатам переписи 2002 года, в национальной структуре населения русские составляли 96 %.